# 鋸粉蝶
鋸粉蝶（學名：Prioneris thestylis）在台灣又名斑粉蝶或黃斑粉蝶，是粉蝶科的一種蝴蝶，是鋸粉蝶屬的一種，也是其模式種。廣泛分佈於東洋界，包括中國華南、台灣、印度次大陸至馬來半島區域，模式產地為印度北部。一年多代。成蝶出現在茂密的林區、森林邊緣、溪流沿岸和高地活動。飛翔快速而有力，喜歡吸食花蜜，雄蝶有登峰和聚集吸水的習性。
中大型粉蝶。翅背面白色部分具黑脈，前翅頂區至外緣黑色加粗。腹面前翅黑色部分具深藍色光澤，頂區具黃斑；後翅藍黑色，讓嵌若干鮮黃色斑。雌蝶斑紋似雄蝶但黑色更發達。
幼蟲的寄主為白花菜科（Capparaceae，又稱山柑科）中的魚木屬（Crateva）及山柑屬（Capparis，又稱槌果藤屬）植物，包括：廣州槌果藤（Capparis cantoniensis）、鈍葉魚木（Crateva trifoliata）、野香櫞花（Capparis bodinieri）和黑葉山柑（Capparis sabiaefolia，又稱毛瓣蝴蝶木）等，取食部位為葉片。

## 形態
軀體背面黑褐色，腹部腹面白色。雄蝶翅背面底色白色，翅脈上覆黑褐色鱗片而呈黑色。前翅前緣及外緣有黑邊，亞外緣有一黑褐色弧形條紋。後翅外緣亦有黑邊。前翅腹面斑紋色彩類似背面，然黑褐色紋較發達而色彩較淺。後翅底色淺黃色，翅脈上覆黑褐色鱗。外緣鑲黑邊，亞外緣有一黑褐色弧形條紋，中室後方有一片明顯的黑褐斑。前翅前緣具有鋸齒狀構造。有個體變異與季節變異。雨季（高溫期）個體較大型，翅面黑褐色斑紋較發達，而且雌蝶背面底色往往帶黃色。
兩性異形，雌雄斑紋相異。雌蝶翅背面底色為白色或黃白色，雌蝶的翅面黑褐色斑紋較雄蝶發達，後翅背面亞外緣有黑褐色弧形條紋，中室後方有黑褐色斑紋雄蝶則缺乏此等斑紋。另外，雌蝶前翅前緣缺乏雄蝶具有的鋸齒狀構造。
幼蟲軀體表面有水藍色棘突，有毛。蟲蛹腹部背面前端兩側有褐色斑紋，頭部前方的突起構造長而彎曲。

## 習性
雄蝶有群聚吸水行爲。雌蝶會訪花，也常在樹林裡飛行找尋寄主植物產卵，但雌蝶多半只在寄主植物附近飛行而無產卵動作，雌蝶在產卵前會在寄主植物附近飛舞打轉，產卵動作十分迅速。雌蝶每次僅產一顆卵，葉長約2至4公分的嫩葉較受雌蝶喜愛，太小的新芽及太大的嫩葉都不易發現。
卵剛產下時呈乳白色，發育後轉爲橙黃色其外觀像異色尖粉蝶但體型較大，卵會與葉片呈45度夾角。3齡以下的小幼蟲喜歡停棲在嫩葉的上表面，大幼蟲會在成熟葉的葉面製作絲座，又稱作蟲座，除了進食以外的時間都會停棲妻在絲座上。受驚會吐出綠色液體。成熟幼蟲最後會爬到遠處其他植物上化蛹。
| - 停棲 - 訪花 - 吸水 |

## 亞種
- P. t. thestylis 指名亞種 分佈於印度北部至緬甸、廣西一帶[7][8]
- P. t. formosana 台灣亞種 Fruhstorfer, 1903 分佈於台灣[9]
- P. t. hainanensis 海南亞種 Fruhstorfer, 1910 分佈於海南[7][10]
- P. t. malaccana Fruhstorfer, 1899 分佈於馬來半島[11]
- P. t. yunnae 雲南亞種 Mell 分佈於雲南[7]
- P. t. fujianensis 福建亞種 Chou, Zhang & Wang, 2001 分佈於福建[12]

## 文獻
- Sonan, 1931. Notes on some butterflies from Formosa. (2) Zephyrus 3 (3/4): 197
- Lewis, 1974. Butterflies of the World: pl. 161, f. 10
- Smart, 1976. The Illustrated Encyclopedia of the Butterfly World Illust. Encyp. Butt. World
- 羅益奎、許永亮. 郊野情報蝴蝶篇 (第三版). 漁農自然護理署. 2010. 234-235 頁. （繁體中文）

## 外部連結
- 维基共享资源上的相關多媒體資源：鋸粉蝶
- 維基物種上的相關：鋸粉蝶
- 鋸粉蝶 - 香港生物多樣性資訊站 - 漁農自然護理署 （繁體中文）
- Prioneris thestylis thestylis （页面存档备份，存于）  - A Check List of Butterflies in Indo-China （英文）